# Föld Napja Alapítvány
A Föld Napja Alapítványt magyar környezetvédők alapították 1990-ben. Könyveken kívül jegyzetek is megjelennek az alapítvány gondozásában. A világ helyzete címen 1993-tól kezdve jelentetnek meg könyveket minden évben. Az alapítvány a Föld napi programok koordinálása, a sajtó figyelmének felhívása mellett fontos feladatának tekinti, hogy hozzájáruljon a környezeti tudat kialakításához és formálásához. Az alapítvány eddig 28 könyvet, számos ismertető füzetet és két társasjátékot jelentetett meg.

## Könyvek, publikációk
Kiadványaikból
- 101 lépés a fenntartható világ felé
- környezeti tanácsadás Európában
- A biomassza energetikai hasznosítása
- Energiagazdálkodási kézikönyv
- Vissza a kozmikus rendhez
- Önszerveződés az élővilágban és a társadalomban
- A jót választanod kell
- György Lajos írásaiból
- A természet romlása a romlás természete
- Ökológiai kártyajáték
- Ökológiai lábnyomunk

## Külső hivatkozások
- Föld Napja Alapítvány